# Петерсен, Майк
Майк Петерсен (англ. Mike Petersen; 6 мая 1965, Мельбурн) — австралийский футбольный тренер и футболист, полузащитник. Выступал за нидерландские клубы «Рода» и «Аякс». С 1989 по 1997 год выступал за австралийский «Саут Мельбурн», провёл за клуб 171 матч и забил 8 мячей. За заслуги перед командой был включён в зал славы клуба «Саут Мельбурн». В 2005 году был включён в Зал славы австралийского футбола.
После завершения игровой карьеры в 1997 году остался в клубе «Саут Мельбурне» в качестве ассистента главного тренера, грека Анге Постекоглоу. В 1999 году Майк стал главным тренером клуба «Санкт Албанс», который выступал в Викторианской Премьер Лиге. Спустя два года, в 2000 году Петерсен стал главным тренером «Саут Мельбурна», под его руководством клуб в сезоне 2000/01 стал серебряным призёром чемпионата Австралии, хотя в регулярном первенстве клуб занял первое место. В финале плей-офф чемпионата «Саут Мельбурн» проиграл клубу «Уоллонгогн» со счётом 2:1. Сам же Петерсен по итогам сезона был признан лучшим тренером года австралийской лиги.
В октябре 2001 года был назначен исполняющим обязанности главного тренера в клубе «Нью Зиланд Найтс», под руководством Петерсена команда провела четыре матча, в которых три раза проиграла и в одном сыграла вничью.
С 2000 по 2005 год работал в качестве ассистента главного тренера в молодёжной сборной Австралии.
В 2007 году написал книгу о футболе.

## Достижения
Клубные:
- Победитель Австралийской Лиге чемпионов: 1985, 1991

Тренерские:
- Серебряный призёр чемпионата Австралии: 2001

Личные:
- Лучший тренер года в австралийской лиге: 2001

## Примечание
1. ↑  Mike Petersen // Transfermarkt.com (мн.) — 2000.
2. ↑  Fortuna Sittard — Ajax 1:3 (недоступная ссылка)
3. ↑  Ajax 110: Exotisch Ajax Архивировано 23 марта 2010 года. (нид.)
4. ↑  Team of the Century Midfielder Nominees Архивировано 4 октября 2009 года.